# Saropogon rufipes
Saropogon rufipes là một loài ruồi trong họ Asilidae. Saropogon rufipes được Gimmerthal miêu tả năm 1847. Loài này phân bố ở vùng Cổ Bắc giới.